# Ulrich Balfanz
Ulrich Balfanz (* 27. Februar 1887 in Kolberg, Provinz Pommern; † 22. Dezember 1954 in Wilhelmshaven) war ein Jurist und Bürgermeister der Stadt Wilhelmshaven.

## Familie
Ulrich Joachim Heinrich Balfanz wurde in Kolberg als Sohn des Elementarschullehrers am dortigen Gymnasium Reinhold Balfanz (1845–1912) und seiner Ehefrau Louise Kemp (1852–1919) geboren. Balfanz heiratete um 1920 Elisabeth Olsen, Tochter des Gymnasialdirektors Waldemar Olsen. Das Paar hatte vier Kinder: Dietrich Balfanz (1921–2008), Dr. jur., Verbandsgeschäftsführer, Winrich (1923–1943), Heino (1927–2015), Dr. jur., Rechtsanwalt in Hamburg und Elfriede (1932–2011).
Der Bruder, Friedrich Balfanz (1875–1915), war als Marinegarnisons-Bauinspektor von 1907 bis 1912 in Wilhelmshaven tätig, u. a. beim Bau mehrerer Garnisonsbauten.

## Leben
Nach dem Abitur Ostern 1906 am Domgymnasium Kolberg studierte Balfanz Rechtswissenschaften in Marburg und Kiel. In Marburg wurde er 1906 Mitglied der Burschenschaft Arminia Marburg. Den 1. Weltkrieg beendete Balfanz als Artilleriehauptmann. Balfanz begann seine Laufbahn im Staatsdienst 1921 als Magistratsassessor in Marienburg/Westpr. 1925 war er Stadtrat und Beigeordneter in Marienwerder/Westpr. Am 1. Mai 1926 wurde Balfanz als Nachfolger des Bürgermeisters Taeger Bürgermeister in Wilhelmshaven. Zum 3. April 1937 wurde er zum hauptamtlichen Stadtrat der neuen Stadt Wilhelmshaven bestellt. In dieser Position blieb er bis zum Kriegsende 1945. Zu seinem Dezernat gehörten u. a. das Wohlfahrtsamt, das Schulamt und Kulturangelegenheiten sowie das städtische Polizeiamt. Von 1946 bis 1948 musste er sich einem Entnazifizierungsverfahren stellen, in dem er in die Kategorie IV (Mitläufer) eingestuft wurde. Allerdings sah die Stadt Wilhelmshaven keine Möglichkeit der Wiederverwendung für ihn, so dass er 1949 in den Ruhestand versetzt wurde.
Balfanz trat zum 1. Mai 1933 der NSDAP bei (Mitgliedsnummer 3.058.977). Der spätere Nazi-Stadtschulrat Johann Cordes erinnerte sich: „Das war kein Nazi, aber auch kein Demokrat. Der Balfanz war ein Konservativer.“
Seit 1951 war Balfanz Vorsitzender der Vereinigung Alter Burschenschafter Wilhelmshaven.

## Schriften
- Beiträge zur Geschichte des Kolberger Sängerbundes. In: Kolberger Zeitung für Pommern 1953, Heft 12, S. 4.
- Geheimrat Dr. Waldemar Olsen in memoriam. In: Neue Kösliner Zeitung, 2 (1954), Nr. 12. S. 3–4.
- Unserem hochverehrten kgl. Musikdirektors Johannes Springer [+1922] zum Gedächnis. In: Kolberger Zeitung für Pommern 1955, Heft 1.